# Берестейская экономия
Берестейская экономия ― королевское хозяйство в Великом княжестве Литовском XVI—XVII веках. Образована в 1589 году из государственных имений, доходы которых шли на содержание королевского двора.

## Структура экономии, население
В XVI—XVII веках экономия являлась отдельной административно-хозяйственной единицей, имения которой сдавались в аренду. В начале XVIII века объединена с Кобринской экономией. Согласно инвентарю 1783 года имела 5 «губерний» (45 ключей), 17 фольварков, 8 городов, 223 деревни, всего 5745 волок земли. В состав экономии входила также Беловежская пуща.
В 1780-е годы население экономии составляло 46 942 человека. На одно крестьянское хозяйство приходилось 0,58 волоки. Большинство крестьян экономии были тяглыми, за пользование половиной волоки они отрабатывали ежегодно 208 дней панщины, выполняли сгоны, шарварки, сторожевую повинности.
В 1778 году в экономии произошёл крестьянский бунт.

## В Российской империи
После присоединения этих земель к Российской империи русское правительство подарило, а также продало владения экономии различным лицам. Так, например, местечко Дивин с тысячей жителей было подарено генерал-фельдмаршалу Петру Румянцеву-Задунайскому.